# Епархия Святого Марона в Сиднее
 Епархия Святого Марона в Сиднее  (лат. Eparchia Sancti Maronis Sydneyensis Maronitarum) — епархия Маронитской католической церкви с центром в городе Сидней, Австралия. Юрисдикция епархии Святого Марона в Сиднее распространяется на всю Австралию. Епархия Святого Марона в Сиднее подчиняется непосредственно Святому Престолу. Кафедральным собором епархии Святого Марона в Сиднее является собор святого Марона.

## История
25 июня 1973 года Римский папа Павел VI выпустил буллу «Illo fretis Concilii», которой учредил епархию Святого Марона в Сиднее для верующих Маронитской католической церкви, проживающих в Австралии.

## Ординарии епархии
- архиепископ Игнатий Абдо Халифе SJ[1]  (25.06.1973 — 23.11.1990);
- епископ Иосиф Хабиб Хитти (23.11.1990 — 26.10.2001);
- епископ Ад Аби Карам (26.10.2001 — 17.04.2013);
- епископ Антуан Тарабай O.L.M.(17.04.2013 — по настоящее время).

## Источник
- Annuario Pontificio, Libreria Editrice Vaticana, Città del Vaticano, 2003, стр. 766, ISBN 88-209-7422-3
- Булла Illo fretis Concilii, AAS 65 (1973), стр. 486  (лат.)